# Consell Regional d'Al-Kasom
El Consell Regional d'Al-Kasom (en hebreu: מועצה אזורית אל קסום) (transliterat: Moatza Azorit Al Kasom) (en àrab: المجلس الاقليمي القيصوم) (transliterat: Majlis Iqlimi al Kasum) és un dels dos consells regionals beduïns formats en el desert del Nègueb. El Consell Regional d'Al-Kasom es troba al nord-oest del desert del Nègueb en l'Estat d'Israel. El consell està format per 7 comunitats beduïnes que han estat reconegudes per l'estat: Tirabin al-Sana, Umm Batin, al-Sayyid, Mulada, Makhul, Kukhleh (Abu Rubaiya) i Drijat (Durayjat). La població total era més de 20.000 habitants (juny del 2013). També hi ha beduïns que viuen en llogarets no reconeguts per l'estat.